# Giacomo Facco
Giacomo Facco (Marsagno (província de Padua, Itàlia), 4 de febrer, 1676 - Madrid (Espanya), 16 de febrer, 1753), va ser un violinista, director d'orquestra i compositor italià del barroc.
Va ser dels compositors italians més famosos de la seva època, va ser completament oblidat fins al 1962, quan la seva obra va ser descoberta pel compositor, director d'orquestra i musicòleg Uberto Zanolli.

## Biografia
Facco va ser durant molts anys va ser director d'orquestra a Itàlia. El 1705, Giacomo, va ser emprat a Palerm com a mestre de cor, professor i virtuós del violí de Carlo Antonio Spinola, marquès de Los Balbases (el virrei de Sicília). El 1708, el virrei va traslladar la seva residència a Messina, i Facco el va seguir. A Messina, va compondre La lluita entre la misericòrdia i la incredulitat. L'any 1710 va presentar a la catedral de Messina la seva obra L'auguri de les victòries, dedicada al rei Felip V.
En un informe datat el 22 de gener de 1720, el patriarca de les Índies Occidentals, el cardenal Carlos de Borja i Centelles i Ponce de Lleó, arquebisbe de Trebisonda, va escriure que Facco tenia un sou excel·lent a la cort del rei d'Espanya (després d'haver rebutjat una oferta), d'igualtat salarial, per la cort portuguesa, on Spinola va exercir com a ambaixador espanyol). El 9 de febrer, Facco va ser nomenat mestre de clavicordi del príncep d'Astúries, En Lluís, futur rei Lluís I. Posteriorment, Facco esdevingué mestre de clavicèmbals del futur rei Ferran VI i, després de l'1 d'octubre de 1731, del futur rei Carles III d'Espanya.
L'any 1720, mentre Facco era considerat un dels millors compositors de l'època, l'ajuntament de Madrid li va encarregar la composició d'una òpera sobre llibret de José de Cañizares. L'òpera, titulada Love is all Invention, or, Jupiter y Amphitrion, es va representar al Coliseu del Palau del Buen Retiro. Va ser dedicat a les santes Marta i Maria per celebrar el casament de l'alumne de Facco, el príncep d'Astúries, amb Isabel d'Orleans (que va tenir lloc el gener de 1721). El 1724 va escriure la música per a la festa del pregó de Lluís I.
Facco va ser víctima dels seus col·legues intrigants: a poc a poc va anar perdent tots els seus càrrecs fins que, en els darrers anys de la seva vida, va ser només un violinista a l'orquestra de la Capella Reial.

## Obres
Facco va escriure un cicle de dotze concerts per a violí, corda i orgue amb el títol de Pensieri Adriarmonici (Pensaments adriarmonics), publicat a Amsterdam, el primer llibre el 1716 i el segon el 1718. També va escriure cantates solistes, sobre els seus propis textos, perquè era un poeta hàbil; aquests es van trobar a la Biblioteca Nacional de París i els va presentar per primera vegada la soprano Betty Fabila. (dirigida per Uberto Zanolli) l'any 1962 al Castell de Chapultepec a la Ciutat de Mèxic.
Facco degué compondre nombroses obres sagrades per a la Capella Reial de Madrid, però aquesta música probablement va ser destruïda, juntament amb moltes altres composicions, en l'incendi de 1734.
Gran part de la informació sobre la vida i les obres de Facco va ser descoberta per Uberto Zanolli, un compositor italo-mexicà que va trobar els Pensieri Adriarmonici de Facco a la Biblioteca Vizcain de Ciutat de Mèxic l'any 1962. Des d'aleshores, Zanolli ha treballat per elaborar una biografia de Facco i un recuperació musicològica de la seva obra. Entre altres troballes hi havia el certificat de naixement de Facco.

## Llista d'obres
Òperes

- Le regine di Macedonia (1710)
- I rivali generosi (1712)
- Penelope la casta, Act3 3 noés (1713; rest by P. Pizzolo)
- Amor es todo imbención: Júpiter y Amphitrión (1721)
- Fieras afemina amor (1724)
- Amor aumenta el valor, Loa i només l'Acte 1 (1728; Acte 2 de Joseph Falconi, Acte 3 de Philip Falconi)

Cantates solistes sobre textos italians

- Bella leggiadra Armida
- Clori pur troppo bella
- Emireno d'Egitto
- In grembo ai fiori
- Menzognere speranze
- Or che spunta
- Perchè dici ch'io t'amo
- Sentimi amor
- Vidi su molli erbette

Cantates solistes sobre textos espanyols

- Bella rosa
- El trinar
- O qué brillar, cantata a la Virgen Maria
- Si el ave, si la fiera y si la planta

Diàlegs i serenates

- Il convito fatto da Giuseppe ai fratelli in Egitto, diàleg per a 4 veus i instruments (1705)
- Augurio di vittorie alla Sacra Real Cattolica Maestà di Filippo V, serenata  (1710)
- La contesa tra la pietà e l’incredulità decisa da Maria Vergine, diàleg (1710)
- Festejo para los días de la reyna, diàleg per a 4 veus i instruments (1705) (1722)
- Serenata (Cañizares) for Philip V of Portugal, diàleg per a 6 veus i instruments  (1728)

Música instrumental

- Pensieri adriarmonici, o vero Concerti a 5, 12 concerts per a 3 violins, viola, violoncel i clavicèmbal, op. 1 (1720–1721)
- A Select Concerto […] chose from the Works of Giacomo Facco (1 concert publicat a Londres, 1734)
- L'art de se perfectionner dans le violin una peça publicada a (París, 1782)
- 5 suites i una sinfonia per a 2 violoncels
- 9 sinfonies i 2 sonates per a 2 violoncels (atribució dubtosa)

## Enregistraments
- "Pensieri Adriarmonici", 6 Concerts per a violí Op.1 núm.1-6 / Federico Guglielmo, violí sol - The Art of the Bow / Sony BMG - Deutsche Harmonia Mundi
- "Pensieri Adriarmonici", 6 Concerts per a violí Op.1 núm.7-12 / Federico Guglielmo, violí sol - Ensemble Albalonga / Pavane Records
- Las Amazonas de España Los Músicos del Buen Retiro
- "Quando en el Oriente" Cantada humana de dos arias con violón - sobre compositores venecianos a Guatemala i Bolívia, amb Baldassare Galuppi "De Dios esposa amore", Antonio Pampani "Oy tasty el corazón" Roberta Pozzer, soprano Sylva Posser, soprano Vincenzo Di Donato, tenor. Albalonga director Aníbal E. Cetrangolo